# 델리키트사슴쥐
델리키트사슴쥐(Habromys delicatulus)는 비단털쥐과에 속하는 설치류의 일종이다. 칼레톤(Michael Carlton)과 산체스(Oscar Sanchez), 어바노-비달레스(Guillermina Urbano-Vidales)가 멕시코횡단화산대의 운무림에서 처음 발견했다. 셈포알테펙사슴쥐속의 다른 종에 비해 크기가 작다.